# Immeuble Molitor
L'immeuble Molitor, aussi appelé immeuble 24 N.C., est un immeuble réalisé par Le Corbusier et Pierre Jeanneret, entre 1931 et 1934, sur la commune de Boulogne-Billancourt, à la limite de celle de Paris. Le site est inscrit, avec 16 autres œuvres architecturales de Le Corbusier, sur la liste du patrimoine mondial de l'UNESCO en 2016.

## Localisation
La façade orientée à l'est se trouve au niveau du no 24 de la rue Nungesser-et-Coli qui marque la limite entre le 16e arrondissement de Paris et la commune de Boulogne-Billancourt. Tandis que la façade ouest donne au niveau du no 23 de la rue de la Tourelle. La parcelle est entièrement située sur le territoire de Boulogne.

## Histoire
En  1931, la  « Société  Immobilière  de  Paris  Parc  des  Princes », acquiert à Boulogne-Billancourt un terrain à la limite de la ville de Paris, dans un nouveau quartier en cours d’aménagement, près de la porte Molitor, à deux pas du bois de Boulogne, des stades Jean-Bouin et Roland-Garros, du vélodrome du Parc des Princes, des terrains de tennis et d'une piscine.
En juin 1931, les promoteurs qui dirigent cette société, Marc Kouznetzoff et Guy Noble passent commande auprès de Le Corbusier et son cousin Pierre Jeanneret pour la construction d’un immeuble d’habitation sur cette parcelle. N'ayant pu rassembler la totalité du financement nécessaire au projet, Kouznetzoff et Noble demandent aux deux architectes de trouver dans leurs cercles de relations, ceci dans un délai de quinze jours, de potentiels acquéreurs pour loger un immeuble d'au moins deux étages et demi. La manœuvre a pour but de prouver aux promoteurs que l'architecture avant-gardiste prônée par Le Corbusier peut exercer un attrait bien supérieur à celui des immeubles voisins.
Le Corbusier et Jeanneret conçoivent alors entre juillet et octobre 1931, un immeuble de huit étages comptant une quinzaine de logements, soit deux ou trois appartements par niveau. L'immeuble applique quatre des cinq points définis par Le Corbusier : plan libre, structure ponctuelle, façade libre, pan de verre et toiture-terrasse. Finalement, le découpage retenu est le suivant : trois logements pour les deux premiers niveaux, ainsi que pour les quatrième et cinquième niveaux, et deux logements pour les troisième et sixième niveaux. La mise en œuvre du concept de « plan libre » créé par Le Corbusier permet au futur acquéreur d'aménager son appartement selon ses envies. Lors de la commande, Le Corbusier négocie avec les promoteurs la jouissance des deux derniers étages de l’immeuble (septième et huitième niveaux) afin d'y établir son  propre duplex, qu'il fait construire à ses frais ainsi que la toiture du bâtiment.
Le chantier débute en février 1932 après l’obtention des permis de construire de la ville de Paris et de Boulogne-Billancourt, mais les  travaux sont ralentis durant plusieurs mois par le fait que certains appartements n'ont toujours pas trouvé acquéreur, tandis que deux des principaux entrepreneurs traversent également de graves difficultés financières. Grâce à la pugnacité de Le Corbusier le chantier reprend en octobre 1933 pour s'achever au début 1934. Néanmoins, les ennuis ne font que commencer.
En effet, dès 1935, la « Société Immobilière Paris Parc des Princes » fait faillite, et la banque engagée dans le projet décide de se retirer, et souhaite vendre l'immeuble dans son ensemble. Le Corbusier est donc sommé de quitter le logement qu'il s'y est fait construire, le titre de propriété de son propre appartement ayant été contestée. L'architecte s’engage alors dans une procédure judiciaire qui va durer dix ans, au bout de laquelle son statut de copropriétaire est reconnu en 1949. Durant ces années de péripéties juridiques, l'entretien de l’immeuble est alors délaissé, malgré les nombreuses démarches de Le Corbusier. En 1950, des travaux de rénovation conséquents sont enfin engagés : les pans de verre abimés sont remplacés et la façade est ravalée. Néanmoins la rouille demeurera un problème récurrent durant les années qui suivent.
Le Corbusier résidera dans cet immeuble avec son épouse Yvonne Gallis jusqu'à leur décès respectifs : en 1957 pour sa femme et en 1965 pour l'architecte.

## Architecture

### Les façades
Les deux façades sur la rue Nungesser-et-Coli et la rue de la Tourelle sont entièrement vitrées, présentant ainsi l'avantage d’apporter une lumière homogène dans chaque appartement. Trois types de verres ont été utilisés : du verre armé, de la brique de verre, et de la glace claire. 
La façade principale sur la rue Nungesser-et-Coli est composée des parties saillantes. Les 2e et 6e étages sont dotés d'un  balcon. les 3e et 4e étages possèdent un bow-window qui fait office de balcon pour le 5e étage. Le 7e étage correspond à l’atelier de peinture de Le  Corbusier, tandis que l'on aperçoit au 8e étage l'une des deux voûtes et la chambre d'ami derrière laquelle se trouve le toit-jardin.
L'accès principal de l'immeuble se fait par la rue Nungesser-et-Coli, l'entrée donnant sur rue de la Tourelle permet d'accéder aux garages et aux « logements des domestiques ». Sur ce dernier point, Le Corbusier considérait que toutes les activités de service (buanderies, séchoirs, conciergerie et chambres de domestiques) devaient désormais être concentrées au rez-de-chaussée, rompant ainsi avec la tradition de l'architecture du XIXe siècle dans laquelle il était d'usage d'aménager les « chambres  de  bonnes » sous les combles.
Après avoir franchi le porche, on pénètre dans un hall d'entrée possédant une hauteur sous plafond de 3,50 m. D'abord assez étroit, il s'élargit après une courbe vers la droite. À gauche de l'entrée se trouve la loge du concierge et à la droite, un studio que Le Corbusier baptisa « la garçonnière ». Dans le fond à droite, le hall est orné d'un panneau mural consacré au « Poème de l'angle droit », œuvre de Le Corbusier, qui fut accroché là après la mort de l'architecte. On accède ensuite aux six niveaux par un ascenseur, tandis qu'un dernier escalier mène à l’appartement-atelier de Le Corbusier.

### L'appartement de Le Corbusier
L'appartement-atelier construit par Le Corbusier pour son usage personnel totalise une surface d'environ 240 m2 répartie   sur les deux derniers niveaux (les 7e et 8e étages) réunis par un escalier intérieur. On y accède à l'aide d'un escalier de service depuis le 6e étage, dernier niveau desservi par l’ascenseur. 
Un système d’éléments mobiles formés de larges portes en bois posées sur pivots permet de séparer ou de relier le logement à l'atelier selon les besoins et les envies. Ainsi, lorsque Le Corbusier recevait des invités, il pouvait en fermant l'une de ses portes, orienter le sens de la visite soit vers son atelier de peinture, soit vers les espaces de réception de son logement.  
L'entrée dans l'appartement se fait par une grande porte pivotante. Aussitôt à gauche, l'escalier qui mène au niveau supérieur, puis le salon disposant d'un coin cheminée. Celui-ci est prolongé par une salle à manger ouvrante. Une cuisine et un office y sont attenants sur la gauche. Sur la droite, derrière une porte-placard, la chambre conjugale. Ces trois dernières pièces ouvrent sur un balcon loggia.
À droite de l'entrée, on trouve l'atelier caractérisé par trois éléments :
- une grande voûte blanche de près de 6 m de large, de 12 m de long et de 3,50 m de haut ;
- deux pans de verre s'ouvrant respectivement à l’est sur le stade Jean-Bouin et à l’ouest sur la cour de l'immeuble ;
- un grand mur de moellons et de briques laissés apparents.

L’espace de l’atelier est divisé en trois sous-espaces :
- le premier, le plus vaste est réservé à la peinture ;
- le second sert de coin bureau ;
- le troisième se compose d’une chambre de domestique et d'un espace de rangement.

Le niveau supérieur donne accès une chambre d'ami, ainsi qu'à un toit-jardin.

## Classement
Cet immeuble est classé au titre des monuments historiques depuis 1972 (pour l'appartement-terrasse de Le Corbusier, et 1990 pour les façades sur rues de l’immeuble, la cour, les toitures ainsi que le hall d’entrée,). L'immeuble en totalité, y compris l'ancien appartement de Le Corbusier, à l'exception des autres parties privatives est classé par arrêté du 9 juin 2017, abrogeant les protections précédentes.